# Hesperozygis
Hesperozygis  é um gênero botânico da família Lamiaceae

## Espécies
| - Hesperozygis bella - Hesperozygis ciliolata - Hesperozygis dimidiata - Hesperozygis kleinii - Hesperozygis marifolia - Hesperozygis myrtoides | - Hesperozygis nitida - Hesperozygis pusilla - Hesperozygis rhododon - Hesperozygis ringens - Hesperozygis ringes - Hesperozygis spathulata |